# Pont de la Madeleine (Borgo a Mozzano)
Le pont de la Madeleine (en italien : Ponte della Maddalena), aussi surnommé pont du Diable, est un pont médiéval qui franchit le petit fleuve Serchio à Borgo a Mozzano en Italie.
Avec une portée de 38 mètres, il détient le record du plus long pont en arc au monde de 1300 à 1341, dépassé alors par le pont du Diable de Céret.

## Historique

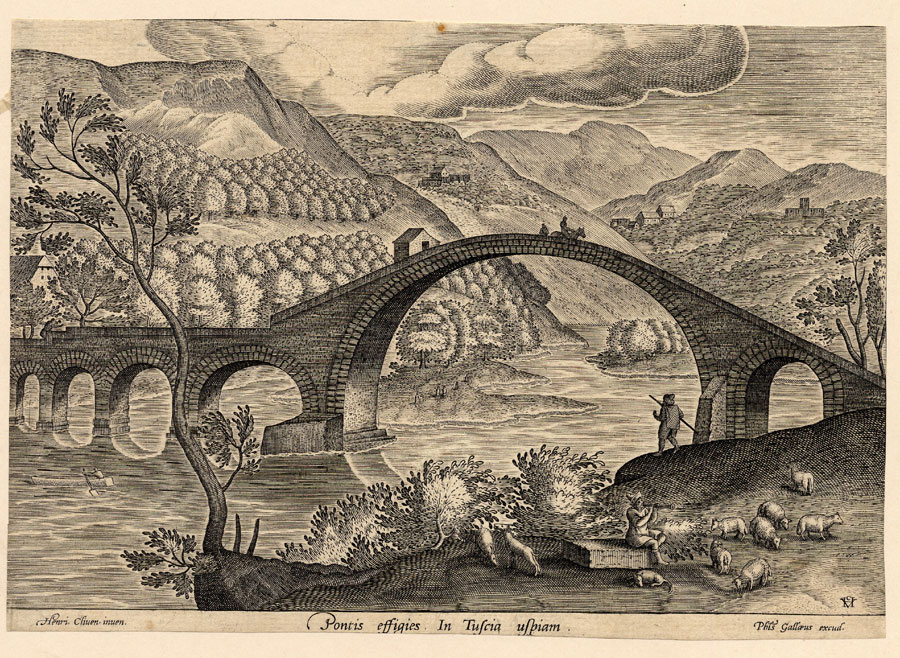
Le pont de la Madeleine par Hendrik III van Cleve vers 1575.

## Légende
Le pont de la Magdalena est communément appelé le "pont du diable". 
Comme beaucoup d'autres exploits qui semblaient impossibles aux contemporains, la légende populaire attribue sa construction au diable, qui a ensuite été trompé de diverses manières. 
La légende raconte que le chef maçon engagé dans la construction du pont était très inquiet du retard pris par les travaux eux-mêmes, en raison des crues incessantes et impétueuses du fleuve. Un soir, pris de désespoir, il se mit à prononcer des paroles sacrilèges qui évoquèrent Satan. Le diable apparut alors et dit au maître d'œuvre qu'il achèverait lui-même l'ouvrage en une seule nuit en échange de la première âme qui traverserait le pont. Le maître d'œuvre accepta et la construction fut achevée. Mais ensuite, le maître d'œuvre, désespéré par l'imminence du lourd tribut à payer au diable, courut trouver le curé du village qui, après avoir entendu la confession, imagina un stratagème : il fit traverser le pont par un chien. Le diable, furieux de ce geste astucieux, attrapa le chien et se jeta dans la rivière sans qu'on le revoie jamais. 

On dit aussi que le chien, un berger de Maremme tout blanc, se promène parfois sur le pont les derniers soirs d'octobre et qu'il est l'incarnation du diable qui cherche encore l'âme du maître d'œuvre. On dit aussi que l'on peut voir le corps pétrifié du pauvre animal au fond de la rivière.

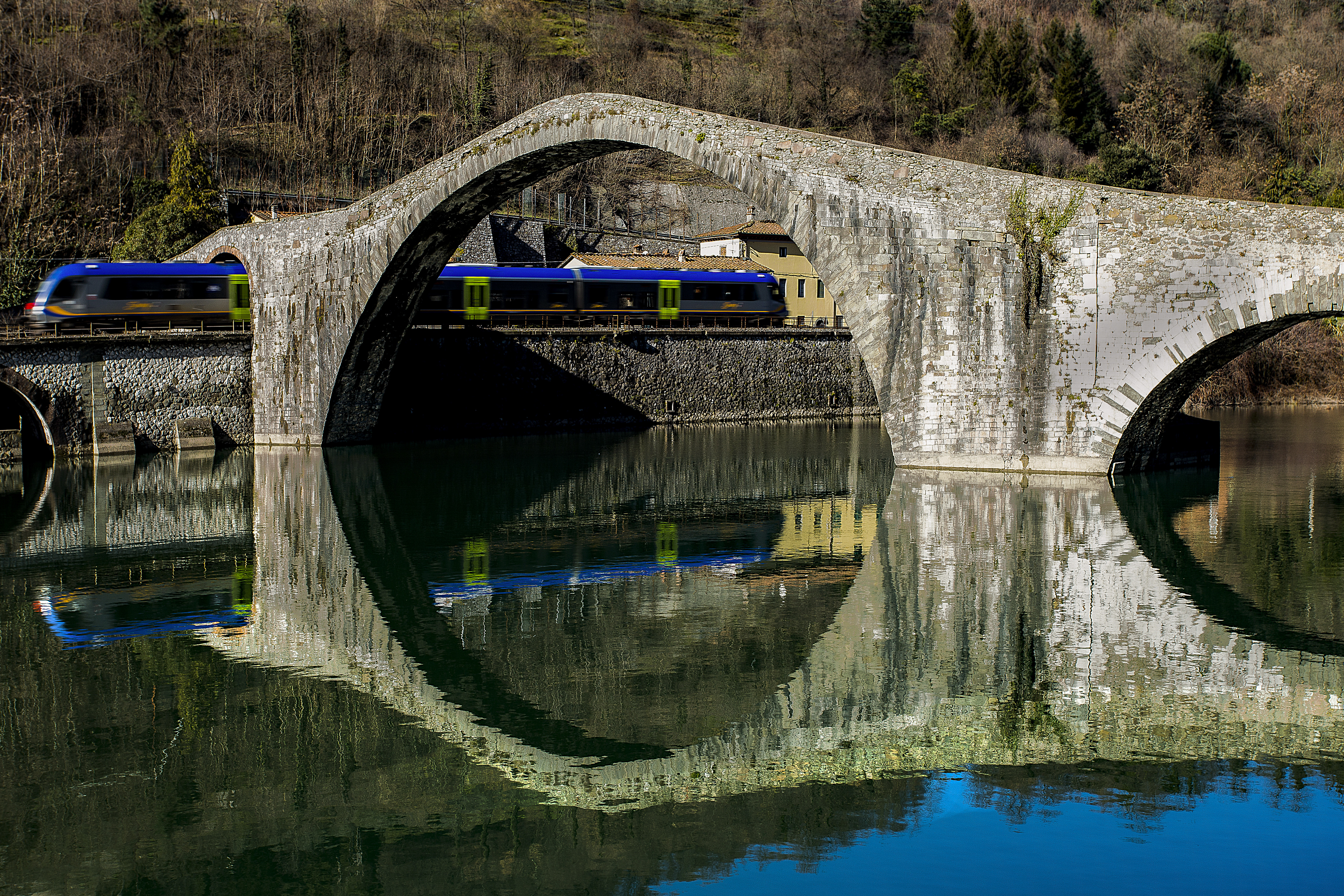
Le pont de la Madeleine.